# Scala Coeli
Scala Coeli község (comune) Olaszország Calabria régiójában, Cosenza megyében.

## Fekvése
A megye délkeleti részén fekszik. Kijárata van a Jón-tengerre. Határai: Campana, Cariati, Crucoli, Mandatoriccio, Terravecchia és Umbriatico.

## Története
A 13. században alapította a Pignatelli nemesi család. A 19. század elején, amikor a Nápolyi Királyságban felszámolták a feudalizmust Cariati része lett, majd hamarosan elnyerte önállóságát.

## Népessége
A népesség számának alakulása:

## Főbb látnivalói
- Castello Medievale (romok)
- Palazzo Marino
- Palazzo Ferrante
- San Nicola-templom
- Beata Vergine del Monte Carmelo-templom
- Santa Maria Assunta-templom
- Sant’Antonio da Padova-templom